# 회양목속

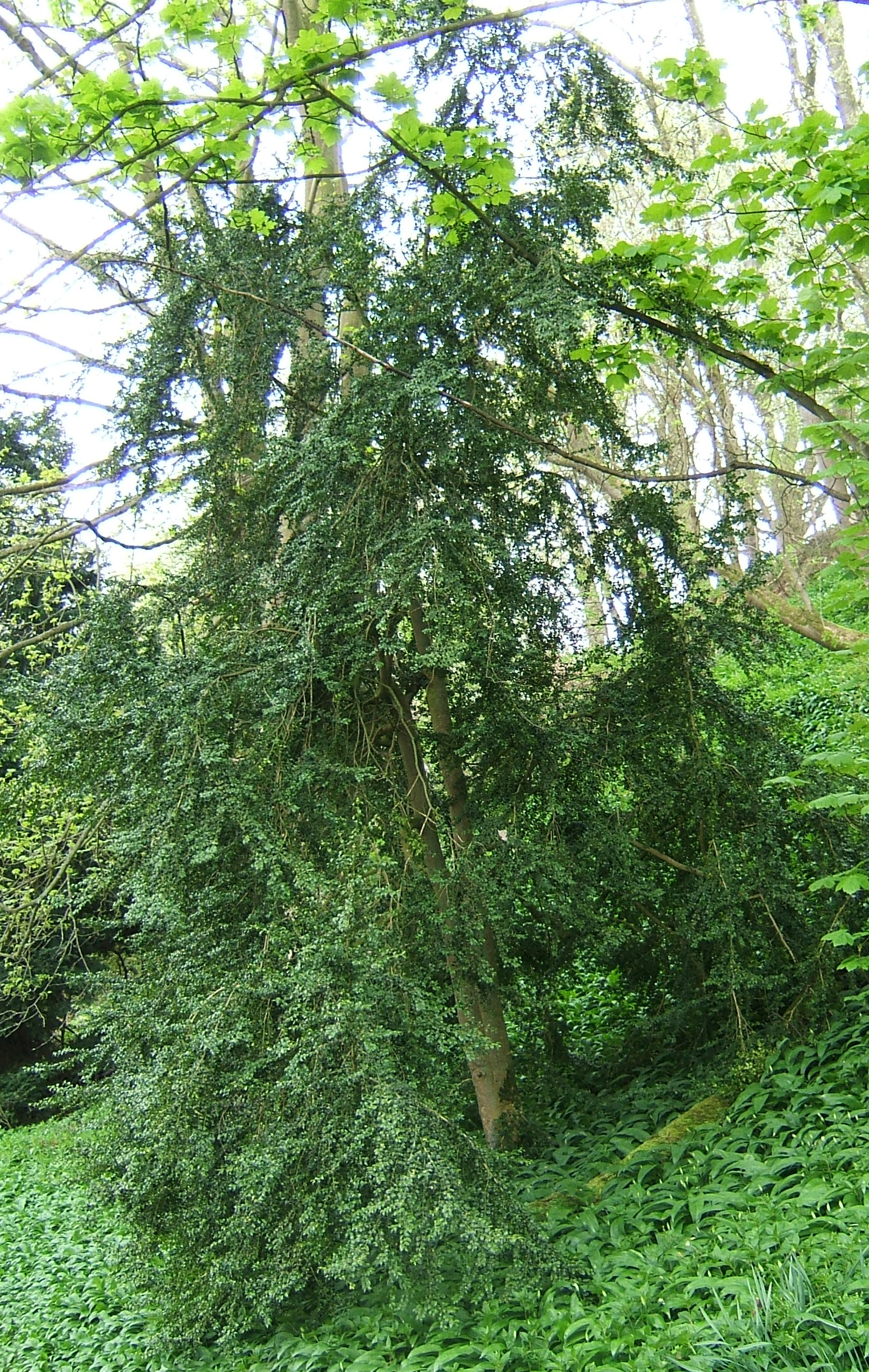

회양목속(Buxus)은 회양목과에 속하는 약 70종의 속이다. 일반적인 이름에는 상자 또는 회양목이 포함된다.
서부 및 남부 유럽, 남서부, 남부 및 동부 아시아, 아프리카, 마다가스카르, 남미 최북단, 중앙 아메리카, 멕시코 및 카리브해 지역이 원산지이며 대부분의 종은 열대 또는 아열대이다. 유럽과 일부 아시아 종만이 서리에 강하다. 다양성의 중심지는 쿠바(약 30종), 중국(17종), 마다가스카르(9종)에 있다.
천천히 자라는 상록 관목과 작은 나무로 높이가 2~12m(드물게 15m)까지 자란다. 잎은 마주나고 둥글거나 피침형이며 가죽질이다. 대부분의 종에서는 작으며 일반적으로 길이가 1.5~5cm, 폭이 0.3~2.5cm이지만 B. Macrocarpa의 경우 길이가 최대 11cm, 폭이 5cm이다. 꽃은 작고 황록색이며 식물에 암수 모두 존재하는 자웅동화이다. 열매는 길이 0.5~1.5cm(B. 마크로카르파의 경우 최대 3cm)의 작은 삭과로 여러 개의 작은 씨앗이 들어 있다.
이 속은 유전적으로 구별되는 3개의 부분으로 나뉘며, 각 부분은 서로 다른 지역에 속한다. 한 구역에는 유라시아 종이 있고, 두 번째 구역에는 아프리카(북서부 아프리카 제외)와 마다가스카르 종이 있으며, 세 번째 구역에는 미국 종이 있다. 아프리카계와 미국계는 유라시아계보다 유전적으로 서로 더 가깝다.